# David Antona Domínguez
David Antona Domínguez (Bercimuelle, província de Salamanca, 22 de novembre de 1904 - 15 de març de 1945) va ser un paleta i militant anarcosindicalista espanyol, destacat dirigent durant la Guerra Civil Espanyola.

## Biografia
De jove David Antona va emigrar a Madrid, on va treballar com a paleta i es va afiliar als sindicats de la construcció de la Confederació Nacional del Treball (CNT) i a la Federació Anarquista Ibèrica (FAI). Durant la dictadura de Primo de Rivera es va exiliar a França. A Bordeus va treballar com a obrer en la planta situada en *Chemin de la Palu i va ser un dels instigadors de les vagues a la zona en els anys 1930. Va ser un dels líders del grup espanyol de Bordeus «Cultura Popular», que van realitzar representacions teatrals en favor dels presos polítics a Espanya. David Antona i la seva companya, María Isabel González, van viatjar a Madrid a l'agost de 1931 després de la proclamació de la Segona República Espanyola.
Al maig de 1936, juntament amb Cipriano Mera i Antonio Moreno Toledo, David Antona va ser un dels líders del comitè de vaga durant el llarg conflicte que va paralitzar totes les obres de construcció a Madrid. Aquesta acció li va valer ser empresonat, al costat de molts altres sindicalistes. Amb el cop d'estat del 18 de juliol que va donar lloc a la Guerra Civil Espanyola, va ser nomenat secretari interí del Comitè Nacional de la CNT, càrrec que va mantenir fins a setembre, quan va ser reemplaçat per Horacio Martínez Prieto. El 19 de juliol, després de llançar un ultimàtum al govern de José Giral per obrir les portes de les presons on es trobaven molts activistes sindicals empresonats, va aconseguir-ne la llibertat de molts d'ells com Cipriano Mera o Antonio Verardini Ferretti. Després d'una crida a la resistència a la "Unión Radio", va participar el 20 de juliol en l'assalt a la Caserna de la Montaña on es trobava atrinxerat el general Fanjul. Es van apoderar d'una gran quantitat d'armes i van organitzar les milícies de la CNT.
Antona va ser partidari dins de la CNT de la integració al govern republicà. Va participar en el grup anarcosindicalista que va sol·licitar Buenaventura Durruti que es dirigís a participar en la defensa de Madrid. Nomenat secretari general de CNT a Madrid, es va desplaçar a França en la missió de convèncer Gaston Leval que subministrés armes als republicans. El 18 de juny de 1937, va assistir a la reunió de París organitzada pel moviment anarquista francès en suport de la revolució espanyola. Al desembre de 1937, juntament amb Josep Xena i Torrent, Frederica Montseny, Horacio Martínez Prieto, Benito Pabón y Suárez de Urbina i Joan García Oliver, va participar com a delegat al congrés extraordinari de l'Associació Internacional de Treballadors (AIT) a París. Des de 1938, va ser governador civil de la província de Ciudad Real.
Arrestat al final de la guerra, David Antona va ser internat al camp de concentració d'Albatera, i traslladat després a la presó de Porlier. Allí va ser jutjat en un consell de guerra sumaríssim i condemnat a mort, que fou commutada més tard per trenta anys de presó. Després d'haver contret la tuberculosi a la presó de Porlier, greument malalt va ser alliberat el 1943, i morí en 1945.